# François Weyergans
François Weyergans (født 2. august 1941 i Etterbeek, død 27. maj 2019) var en belgisk forfatter, der i 2005 fik Goncourtprisen for romanen Trois jours chez ma mère (da: Tre dage hos min mor).